# James Michener
James Albert Michener (3. februar 1907 – 16. oktober 1997) var en amerikansk forfatter, hvis romaner for størstedelen er sagaer , som dækker flere generationer i specielle geografiske områder med indlagte historiske kendsgerninger.
Michener dimitterede med udmærkelse fra Swarthmore College, i 1929,hvor han spillede basketball. Han gik senere på Colorado State Teachers College, hvor han erhvervede sin mastergrad og efterfølgende underviste her i flere år. Han har yderlig undervist nogle år ved Harvard University. 
Hans forfatterkarriere begyndte under anden verdenskrig, hvor han tjenstgjorde som kaptajnløjtnant i den amerikanske flåde USN, hvor han virkede som historiker.
Michner mødte sin kone Mari Yoriko Sabusawa på en frokostrestaurant i Chicago og hans roman Sayonara – Farligt møde er baseret på denne hændelse.

## Udmærkelser
- 1948 – Pulitzerprisen for romanen Tales of the South Pacific.
- 1977 – d. 10. januar blev Michener tildelt medaljen Presidential Medal of Freedom af president Gerald Ford.